# Sneker Simmer
Sneker Simmer (Nederlands: Sneker Zomer) is een zomerfestival in de binnenstad van de stad Sneek.

## Festival
Het festival vindt jaarlijks plaats van juni tot en met oktober en dient ter promotie van cultuur en als opluistering van de toeristische zomermaanden. Sneker Simmer wordt georganiseerd door Theater Sneek en is bedacht en opgericht door Ben van der Knaap cultureel kwartiermaker van  de gemeente Sneek. 
In 2005 is het Sneker Simmer festival voor het eerst georganiseerd  jaarlijks bezoeken circa 36.000 mensen het festival. 
Het festival  bestaat uit een keten van culturele activiteiten van verschillende  aard en omvang en had mede tot doel het recreatief toeristisch profiel verder uit te bouwen. Het meest bekende en grootschalige onderdeel vormde het zogenoemde Sneker Simmer Kolkconcert in de maand september, een grootschalig en bijzonder concert in  en rond het water van De Kolk.

## Financiering
Het festival wordt gesubsidieerd door de provincie Friesland, gemeente en vanuit Samenwerking Noord-Nederderland  via de zogenoemde de KOMPAS-gelden. De afgelopen vijf jaar is het festival uitvoerig gevolgd en beschreven in het kader van een effectmeting en is een bezoekersmonitor opgesteld  door de firma Grontmij.

## Samenstelling
De afgelopen vijf jaar kende het festival een aantal vaste terugkerende onderdelen, te weten:
- Zondagmatinees;
- Openluchtconcert;
- Openluchtspektakel;
- Straattheaterdag
- Terug in de Tijd;
- Huiskamerfestival;
- Theatervoorstellingen en
- Kolkconcert.

## Sneker Simmer 2009
In 2009 kende het festival 33.000 bezoekers.
| Onderdeel              | Artiesten                                                                    | Datum                          | Locatie                    |
| ---------------------- | ---------------------------------------------------------------------------- | ------------------------------ | -------------------------- |
| Zondagmatinee          | Raromski Balkan Gypsy Band Mesechinka The Old Bridge Amsterdam Klezmer Band> | 5 juli 12 juli 19 juli 26 juli | Marktstraat                |
| Openluchtconcert       | Magnum Opus Rockestra (Chris Thompson en Bobby Kimball)                      | 18 september                   | Kolk                       |
| Straattheaterdag       | Cultuur op de Keien                                                          | 30 juli                        | Binnenstad                 |
| Huiskamerfestival      | diversen                                                                     | 19 april                       | Theater Sneek              |
| Theater voorstellingen | MOUWW (circus)                                                               | 23 t/m 27 juli                 | Dicky van der Werf IJsbaan |

## Sneker Simmer 2010
In 2010 kende het festival 36.000 bezoekers. De bezoekers waren goed voor een directe economische impuls van 8,3 ton euro.
| Onderdeel              | Artiesten                                             | Datum                   | Locatie         |
| ---------------------- | ----------------------------------------------------- | ----------------------- | --------------- |
| Zondagmatinee          | The Beatles Revival Vokuhila Daniel Rovai and Friends | 11 juli 17 juli 25 juli | Marktstraat     |
| Openluchtconcert       | Liever de lucht in (theater)                          | 5 juni                  | Kolk            |
| Openluchtspektakel     | Malaya                                                | 4 augustus              | Bolswarderpoort |
| Straattheaterdag       | diversen                                              | 5 augustus              | Binnenstad      |
| Terug in de Tijd       | Ridderspektakel                                       | 18 september            | Marktstraat     |
| Huiskamerfestival      | diversen                                              | 31 oktober              | Theater Sneek   |
| Theater voorstellingen | Smeedwerk met Dracula Bites (theater)                 | 29 juli t/m 1 augustus  | Theater Sneek   |

## Sneker Simmer 2011
In 2011 werd het Simmer Matinee van 24 juli met Los Bomberos afgelast vanwege noodweer. Ook het optreden van Dolmen verregende. Het openluchtoptreden van the Pink Project trok 5.000 toeschouwers. Het optreden van Corpus Acrobatics werd aangepast vanwege onweer en regen. 
| Onderdeel          | Artiesten                      | Datum                   | Locatie         |
| ------------------ | ------------------------------ | ----------------------- | --------------- |
| Zondagmatinee      | The Dolmen Los Bomberos Baoema | 17 juli 24 juli 31 juli | Marktstraat     |
| Openluchtconcert   | Pink Project: The Wall live    | 30 juli                 | Bolswarderpoort |
| Openluchtspektakel | Corpus Acrobatics Theatre      | 5 augustus              | Bolswarderpoort |
| Straattheaterdag   | diversen                       | 5 augustus              | Binnenstad      |
| Huiskamerfestival  | diversen                       | 9 oktober               | Theater Sneek   |